# 城际列车 (欧洲)

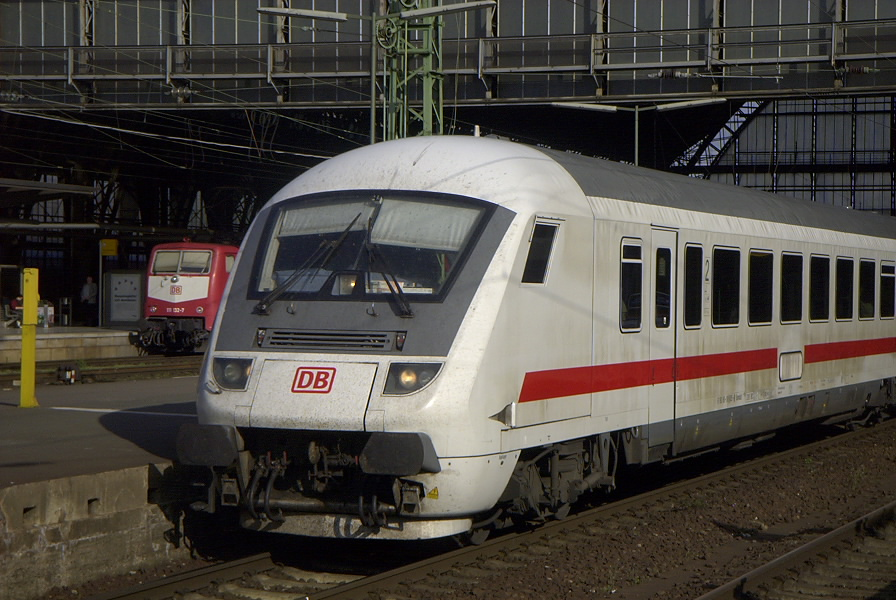
德国铁路城际列车

城际列车（InterCity，通常在时刻表或车票中简称为IC）是应用于欧洲一些长途客运列车的等级，这类列车（相比起区域列车/區際列車、地方列车或通勤列车而而言）一般仅在主要大型车站停靠。城际列车一词起源于英国，于1950年起被应用于英格兰城市伦敦及伯明翰间每日运行的列车，这个用法被视为是世界各地后来所有使用该名词的起源。作為歐洲各國的國內長途列車主力，城際列車大約可與台灣的自強號、中國的Z字頭與T字頭火車、日本的特急列車類比。
城际列车的国际版本为欧城列车（EuroCity），于1987年5月推出。欧城列车由装备空调的高級车厢组成，乘客可在车厢内完成边境检查（申根區內行駛的跨國列車，現已免去邊檢程序）。欧城列车由各种不同的运营商共同运营，例如在德国运行的欧城列车可以使用由瑞士联邦铁路（SBB）、奥地利联邦铁路（ÖBB）和法國國家鐵路公司（SNCF）承运的铁路车辆，甚至包括不太常用的捷克铁路（ČD）和匈牙利国家铁路（MÁV）车辆。

## 英国
1966年，英国铁路将“InterCity”品牌引入其所有特快列车线路，其前身为The Inter-City，并在1986年成为英国铁路专门负责长途特快列车运营的部门。如今尽管如今许多英国人仍将长途快速列车称为城际列车，但随着英国铁路的私有化后该称谓已不再为官方所使用。

## 德国
在德国，德国联邦铁路于1968年首次使用该称谓（书写为“Intercity”），用以表示某些长途列车上特殊的头等座舱服务，许多原本使用于全欧快车（TEE）网络上的VT11.5型柴油动车组被转换为早期的城际列车服务。在瑞士，城际列车品牌在1982年取代了其原有的瑞士快车（SwissExpress）品牌。

## 意大利
最初在1993年时刻表改组中被定义为快速列车，主要以低价覆盖大部分不同距离的城市。